# Need for Speed Rivals
Need for Speed Rivals egy 2013-as verseny videójáték egy nyitott világú környezetben.   A Ghost Games és a Criterion Games fejlesztette, ez a huszadik része a hosszú ideje futó Need for Speed sorozatnak.   A játék megjelent Microsoft Windows-ra, PlayStation 3-ra és Xbox 360-ra 2013. november 19-én.   PlayStation 4-re és Xbox One-ra még ugyanebben a hónapban kiadták.

## Játékmenet
A Rivals játékmenete hasonlít a korábbi Hot Pursuit-éra, az egzotikus autókkal és a nagy sebességű rendőrségi üldözésekkel.   A játékosok felveszik egy versenyző vagy egy zsaru szerepét, a törvény mindkét oldalán adódnak saját sorozatai a kihívásoknak, a kockázatoknak és a jutalmaknak. A "Rivals" tartalmaz 11 fejleszthető eszközt mint az EMP-k, sokkhullámok és a képességet, hogy útzárakat hívjunk le.   A játék a "Redview County"-ként ismert képzeletbeli helyszínen zajlik.   Ez egy nyitott világ és több mint 100 mérföld (160 km) van a nyílt úton, nagyobb, mint a 2012-es Most Wanted, de azonos méretű, mint a Criterion Hot Pursuit-ja.   A nyilt világ hasonló felhozatallal rendelkezik mint a Most Wanted, különböző ugrásokkal, gyors csapdákkal és kinyitható autókkal, valamint rövidebb útakkal amelyek nincsenek feltüntetve a térképen.
A Rivals teljes karriert biztosít rendőrként és autóversenyzőként is   Amikor zsaruként játszik, háromféle karriert lehet követni - járőr, igazságosztó, és beépített.   A fejlődést a versenyzők Speedlist-eken, a zsaruk Assignment-eken keresztül követhetik. Ezek olyan feladatok, melyek veszélyes hajtást, manővereket és verseny helyezéseket tűznek ki célul.   Amikor a játékos kész a célkitűzések csoportjával, a következő szintre lép, és megnyitja az új tartalmat, a célkitűzések másik sorozatával, amiből választhat.   Az Autolog rendszer, egy "verseny a barátok között" rendszer a Criterion által kifejlesztve a Hot Pursuit-hez és azóta több más címhez is használták a Need for Speed szériában, részei a fejlődési rendszer, összehasonlítható benne milyen gyorsan fejezett be a játékos egy Megbízást vagy a Speedlist-át a többi játékos idejéhez képest és kifüggesztheti az eredményeit a Sebesség Falra a helyi vagy a globális ranglistán.
A Rivalsban van egy új közösségi rendszer, amit AllDrive-nak hívnak, ami lehetővé teszi a játékosoknak a zökkenőmentes átmenetet az egyszemélyes és a barátokkal együtt töltött játék között, amit úgy jellemezhetünk, hogy "elmossa a határvonalat az egy és a többszereplős játékmódok között".   Ez lehetővé teszi a játékosoknak hogy együtt működve részt vegyek a játékban egymás ellen.   A játéknak szintén tulajdonsága a dinamikus időjárási rendszer, ami "sokkal életszerűbbé teszi a világot, mint bármely más Need For Speed játékban"
A Rivals hasonló játékélményt ad, mint a korábbi Underground címek a szériából, az autók személyre szabásával, a festések, matricák felnik és a szponzor lógok terén, valamint a különböző technikai felszerelésekkel.   Az Aston Martin Vanquish (és még sok autó a DLC-kből) kivételével minden kocsi csak mint versenyautó, vagy rendőrségi autó változatban áll rendelkezésre. A Ferrari hivatalosan is visszatért a franchise-ba teljes dicsőségében a tizenegy évvel ezelőtti első alkalom, a 2002-es Hot Pursuit 2 után (bár ők korábban azért feltűntek már 2009-ben egy Xbox 360-as exkluzív letölthető tartalomban) az F12berlinettá-val, a 458 Spider-rel, a 458 Italia-val, az FF-el, az Enzo-val és az 599 GTO-val, a Ferrari kocsikat szerepeltetve a riválisoknál.

## Helyszín
Két történetszál közül választhat a játékos, játszhatunk versenyzőként és rendőrként is.   Megfelelő mennyiségű küldetés elvégzése után, a sztori folyamatosan megy tovább, és a játékosnak új autók megszerzésére nyílik lehetősége.

## Marketing és kiadás
A Rivals megjelent Microsoft Windows-ra, PlayStation 3-ra, Xbox 360-ra 2013. november 19-én Észak Amerikában, November 21-én Ausztráliában és November 22-én Európában.   A Playstation 4-es verzió 2013. november 15-én indult, amíg az Xbox One verzió 2013. november 22-én.   Amint piacra dobták a címet a Microsoft új konzoljára, csatlakozott a Forza Motosport 5-höz mint verseny játék Xbox One-on.

## Zene
Mint a korábbi Need for Speed címeknél, a Rivals zenéi is tartalmaznak sokféle licencelt zenét.   Elsősorban magában foglalja az elektronikus zenéket (beleértve a dubstep-et és az electronica-t), az electropop-ot, az elektronikus rockot és a hiphop-ot.   A Rivals eredeti zenéket is tartalmaz az üldözések közben, Vanesa Lorena Tate által komponálva.